# Conclave de 1730
El conclave de 1730, que tingué lloc entre el 5 de març i el 12 de juliol de 1730, elegí el Papa Climent XII com el successor de Benet XIII.

## Rerefons
El Papa Benet XIII va morir el 21 de febrer de 1730 a l'edat de vuitanta-un anys. El conclave que va seguir es considera que és el més llarg i més corrupte del segle xviii. El conclave es va inaugurar el 5 de març amb trenta cardenals, però el nombre va augmentar a mesura que van començar a arribar més. No va assistir cap dels cardenals portuguesos, pel que sembla a causa de la fricció entre Roma i Lisboa. Al final van haver-hi presents cinquanta-sis cardenals. En algun moment dels quatre mesos de durada, com a mínim la meitat dels cardenals havien estat proposats per ocupar el soli pontifici.

## Faccions
Un bloc d'electors estava format per dotze cardenals que havien estat nomenats per Benet XIII, però aquest grup no tenia un líder clar. Un segon grup estava compost pels cardenals nomenats per Alexandre VIII. Políticament, es van aliar amb el partit francès, que representava els interessos de Lluís XV.
El partit imperial eren tots els subjectes de l'emperador d'Àustria. Aquest grup incloïa cardenal Gianantonio Davia, anteriorment nunci papal a Viena a sou de la cort imperial. La part espanyola va patir de dissensió interna, però en termes generals es va aliar amb l'emperador.
També hi va haver un contingent de Savoia en representació de Víctor Amadeu II de Savoia, rei de Sardenya; i els zelanti, que s'oposaven a tota interferència secular. A més, la casa florentina dels Medici va emprar les temptacions financeres per promoure el seu candidat, Lorenzo Corsini.
Cap de les faccions era prou gran com per portar una votació reeixida pel seu respectiu candidat.

## La influència política
Des d'aproximadament el 1600, certs monarques catòlics reclamaren un jus exclusivae (dret d'exclusió), és a dir un veto sobre les eleccions papals, exercit a través d'un cardenal de la corona. Per una convenció informal, cada estat que reclamava el veto se li permetia exercir-lo un cop al conclave. Per tant, el cardenal de la corona no anunciava el veto fins a l'últim moment, quan el candidat en qüestió semblava que anava a ser elegit. Aquest conclave va veure una gran quantitat de maniobres per les diverses parts d'induir a un altre a exercir el veto prematurament. En un moment donat, en lloc d'un veto, la part espanyola amenaçava amb sortir del conclave si un candidat de l'oposició en particular era probable que sigui escollida. (El jus exclusivae va ser abolit sumàriament pel Papa Pius X).
El cardenal Corneli Bentivoglio va presentar el veto del rei Felip V d'Espanya contra de l'elecció del cardenal Giuseppe Renato Imperiali. Durant el conclave de 1700 Imperiali formava part d'un grup de cardenals que estaven intentant resistir la pressió aplicada pels governs estrangers amb l'objectiu d'influir en les eleccions papals. En 1720 havia intentat influir a la República de Gènova per aturar el cardenal Giulio Alberoni, un antic favorit de la cort fet duc i Gran d'Espanya. No obstant això, el veto havia estat signat pel secretari d'Estat espanyol en comptes del rei, i va ser objecte d'un desafiament. L'afer es va prolongar mentre que un missatger va ser enviat a Madrid per obtenir la verificació.
L'emperador havia enviat la notificació de la seva oposició al cardenal Pietro Marcellino Corradini, que semblava ser líder amb trenta vots. Corradini s'havia oposat als intents de l'emperador per la interferència als Estats Pontificis, i el seu intent de nomenar Hugh Francis Fustenberg bisbe de Hildesheim.
A mitjans de maig es van produir una sèrie de terratrèmols a Itàlia. La tensió era alta, tant dins com fora del Conclave, ja que molts van interpretar els terratrèmols com evidència del desgrat de Déu pel fracàs dels cardenals per elegir un Papa.

## Resultats
Eventualment, el cardenal Cienfuegos va convèncer els alemanys a acceptar Corsini com una alternativa a Corradini. Les faccions d'Espanya i França van estar d'acorda. Després de mesos de contenció, el 12 de juliol de 1730, Corsini va ser elegit i va prendre el nom del seu patró, Climent XI. Tenia setanta-vuit anys en el moment de la seva elecció i regnaria durant gairebé deu anys. Una de les primeres accions de Climent va ser la creació d'una comissió per investigar les acusacions de malversació de fons per diversos funcionaris sota el seu predecessor.

## Composició del Col·legi Cardenalici
A la mort de Benet XIII havia 67 cardenals, dels quals 55 participaren en el conclave. D'aquests, un va morir durant les sessions, i un altre abandonà Roma abans de l'elecció.

### Cardenals participants
- Francesco Barberini el jove bisbe d'Òstia i Velletri.
- Francesco Pignatelli, C.R., bisbe de Porto i Santa Rufina
- Giacomo Boncompagni bisbe d'Albano
- Pietro Ottoboni bisbe de Sabina i Cardenal prevere de S. Lorenzo in Damaso
- Lorenzo Corsini bisbe de Frascati, elegit papa amb el nom de Climent XII
- Tommaso Ruffo bisbe de Palestrina
- Benedetto Pamphilj, Cardenal prevere de S. Maria in Via Lata. Morí durant el conclave, el 22 de març de 1730.
- Giuseppe Renato Imperiali, Cardenal prevere de S. Lorenzo in Lucina
- Annibale Albani, Cardenal prevere de S. Clemente
- Ludovico Pico della Mirandola, Cardenal prevere de S. Prassede
- Gianantonio Davia, Cardenal prevere de S. Pietro in Vincoli
- Antonio Felice Zondadari, Cardenal prevere de S. Balbina
- Pier Marcellino Corradini, Cardenal prevere de S. Maria in Trastevere
- Armand Gaston Maximilien de Rohan de Soubise, Cardenal prevere de Sma Trinità al Monte Pincio, bisbe d'Estrasburg
- Curzio Origo, Cardenal prevere de S. Eustachio, Legat a Bolonya
- Melchior de Polignac, Cardenal prevere de S. Maria degli Angeli, arquebisbe d'Aush
- Benedetto Odescalchi Erba, Cardenal prevere de SS. XII Apostoli, arquebisbe de Milà
- Damianus Hugo de Schönborn Buchaim, Cardenal prevere de S. Maria della Pace, bisbe d'Espira (abandonà el conclave l'1 de juliol per malaltia)
- Henri Thiard de Bissy, Cardenal prevere de Ss. Quirico e Giulitta, bisbe de Meaux
- Innico Caracciolo, Cardenal prevere de S. Tommaso in Parione, bisbe d'Aversa
- Nicolò Gaetano Spinola, Cardenal prevere de Ss. Nereo ed Achilleo, Nunci apostolic a Polònia
- Giberto Bartolomeo Borromeo, Cardenal prevere de S. Alessio. bisbe de Novara
- Giulio Alberoni, Cardenal prevere de S. Crisogono
- Giorgio Spinola, Cardenal prevere de S. Agnese fuori le mura, bisbe de Palestrina
- Cornelio Bentivoglio de Aragonia, Cardenal prevere de S. Cecilia Nunci a França
- Luis Antonio Belluga y Moncada, Cardenal prevere de S. Prisca, Protector d'Espanya davant la Santa Seu
- Mihály Frigyes Althan, Cardenal prevere de S. Sabina, bisbe de Vác
- Alvaro Cienfuegos Villazón, SJ, Cardenal prevere de S. Bartolomeo all'Isola, arquebisbe de Monreale
- Bernardo Maria de' Conti, OSB.Cassin. Cardenal prevere de S. Bernardo alle Terme. Penitenciari Major
- Giovanni Battista de' Altieri, Cardenal prevere de S. Matteo in Merulana
- Vincenzo Petra, Cardenal prevere de S. Onofrio (1724–1737). Prefecte de la S.C. de Propaganda Fide
- Prospero Marefoschi, Cardenal prevere de S. Silvestro in Capite. Vicari General de Roma
- Niccolò Coscia, Cardenal prevere de S. Maria in Domnica. Arquebisbe de Benevent
- Angelo Maria Quirini, OSB.Cas., Cardenal prevere de S. Marco Bisbe de Brescia
- Niccolò Maria Lercari, Cardenal prevere de SS. Giovanni e Paolo (1726–1743). Secretari d'Estat de Sa Santedat
- Prospero Lambertini, Cardenal prevere de S. Croce in Gerusalemme. Bisbe d'Ancona
- Francesco Antonio Finy, Cardenal prevere de S. Sisto
- Sigismund von Kollonitsch, Cardenal prevere. Arquebisbe de Vienna
- Philip Ludwig von Sinzendorf, Cardenal prevere. bisbe de Györ
- Vincenzo Ludvico Gotti, OP, Cardenal prevere de S. Pancrazio
- Leandro Porzia, OSB.Cas., Cardenal prevere de S. Callisto bisbe de Bergam
- Pierluigi Carafa, Cardenal prevere de S. Lorenzo in Panisperna
- Giuseppe Accoramboni, Cardenal prevere de S. Maria in Traspontina bisbe d'Imola
- Camillo Cibo, Cardenal prevere de S. Stefano al Monte Celio
- Francesco Scipione Borghese, Cardenal prevere de S. Pietro in Montorio
- Vincenzo Maria Ferreri, OP, Cardenal prevere de S. Maria in Via, bisbe de Vercelli
- Alamanno Salviati, Cardenal prevere sense títol
- Lorenzo de' Altieri, Cardenal diaca de S. Agata alla Suburra
- Carlo Colonna, Cardenal diaca de S. Angelo in Pescheria
- Fabio Olivieri, Cardenal diaca de SS. Vito, Modesto e Crescenzia, Secretari de Breus
- Carlo Marini, Cardenal diaca de S. Maria in Aquiro. Llegat a la Romanya.
- Alessandro Albani, Cardenal diaca de S. Maria in Cosmedin. Protector del Regne de Sardenya
- Alessandro Falconieri, Cardenal diaca de S. Maria della Scala
- Niccolò del Giudice, Cardenal diaca de S. Maria ad Martyres
- Antonio Banchieri, Cardenal diaca de S. Nicola in Carcere, Secretari d'Estat de Sa Santedat
- Carlo Collicola, Cardenal diaca de S. Maria in Portico

### Cardenals que no assistiren al conclave
- Agostino Cusani, Cardenal prevere de S. Maria del Popolo bisbe de Pavia
- Nuno da Cunha e Ataïde, Cardenal prevere de S. Anastasia bisbe de Targa
- Wolfgang Hannibal von Schrattembach Cardenal prevere de S. Marcello. bisbe d'Olomouc
- Imre Csáky, Cardenal prevere de S. Eusebio. Arquebisbe de Kalocsa i Bács
- Carlos de Borja-Centelles y Ponce de León, Cardenal prevere de S. Pudenziana. Patriarca de les Índies Occidentals
- Léon Potier de Gesvres, Cardenal prevere. Arquebisbe de Bourges
- Thomas Philip Wallrad d'Hénin-Liétard d'Alsace-Boussu de Chimay, Cardenal prevere de S. Cesareo in Palatio. Arquebisbe de Mechlin[6]
- José Pereira de la Cerda, Cardenal prevere de S. Susanna. Bisbe de Faro
- André Hercule de Fleury, Cardenal prevere. Conseller de França[7]
- Diego de Astorga y Céspedes, Cardenal prevere. Arquebisbe de Toledo
- João da Motta e Silva. Mai no va anar a Roma a recollir el capell vermell.[7]